# William B. Cravens
William Ben Cravens (* 17. Januar 1872 in Fort Smith, Arkansas; † 13. Januar 1939 in Washington, D.C.) war ein US-amerikanischer Politiker. Zwischen 1907 und 1913 sowie von 1933 bis 1939 vertrat er den vierten Wahlbezirk des Bundesstaates Arkansas im US-Repräsentantenhaus.

## Werdegang
William Cravens war der Vater von William Fadjo Cravens und der Cousin von Jordan E. Cravens, die beide ebenfalls Kongressabgeordnete für den Staat Arkansas waren. Er besuchte die Grundschule in Louisville (Kentucky) und absolvierte danach die Staunton Military Academy in Virginia. Nach einem Jurastudium an der University of Missouri und seiner im Jahr 1893 erfolgten Zulassung als Rechtsanwalt begann er in Fort Smith in seinem neuen Beruf zu praktizieren. Zwischen 1898 und 1902 war er Anwalt dieser Stadt und von 1902 bis 1908 war er Staatsanwalt im zwölften Gerichtsbezirk von Arkansas.
Politisch war Cravens Mitglied der Demokratischen Partei. 1906 wurde er in das US-Repräsentantenhaus gewählt, wo er am 4. März 1907 die Nachfolge von John Sebastian Little antrat. Nach zwei Wiederwahlen konnte er bis zum 3. März 1913 drei Legislaturperioden im Kongress absolvieren. Im Jahr 1912 stellte er sich nicht mehr zur Wahl und arbeitete in den folgenden 20 Jahren als Rechtsanwalt. Im Jahr 1932 wurde er dann erneut in seinem alten Distrikt in das US-Repräsentantenhaus gewählt. Dort löste er am 4. März 1933 Effiegene Wingo ab. In den Jahren 1934, 1936 und 1938 wurde er jeweils in diesem Mandat bestätigt. Seine letzte Legislaturperiode begann am 3. Januar 1939. Allerdings starb er bereits zehn Tage später in der Bundeshauptstadt. Die fällige Nachwahl gewann dann sein Sohn William.